# Carebara hornata
Carebara hornata (лат.) — вид очень мелких муравьёв рода Carebara из  подсемейства Myrmicinae (Formicidae). Эндемик Индии.

## Описание
Мелкие муравьи желтоватого цвета. Голова крупных рабочих (солдат) очень большая, примерно в 2 раза длиннее своей ширины, параллельносторонняя; лоб гладкий и блестящий; затылок вогнутый, заднебоковые края выступающие с шипами (рогами). Длина тела рабочих составляет 1—3 мм, длина головы равна 0,39—1,00 мм (ширина головы — 0,32—0,63 мм). Усики рабочих состоят из 9 члеников и имеют булаву из двух вершинных сегментов. Проподеум округлый, без зубцов. Скапус короткий, длина его у рабочих равна 0,30—0,37 мм. Мандибулы с 5 зубцами. Глаза очень мелкие (состоят из 1 омматидия).

## Систематика
Вид был описан в 2013 году по материалам из Индии индийскими мирмекологами Химендером Бхарти (Himender Bharti; Department of Zoology and Environmental Sciences, Punjabi University, Патиала, Пенджаб, Индия) и Ракешом Кумаром (Rakesh Kumar, 2013). Относят к трибе Solenopsidini.